# Сунь-цзы
Сунь-цзы (кит. трад. 孫子, упр. 孙子, пиньинь sūnzǐ, Чжэнчжан: [*suːns ʔslɯʔ]; при рождении Сунь У (кит. трад. 孫武, упр. 孙武, пиньинь Sūnwǔ), второе имя Чжанцин (кит. трад. 長卿, упр. 长卿, пиньинь Chángqīng); около 544 до н. э., возможно Ци (Шаньдун) — около 496 до н. э. или около 470 до н. э., Gusu, У, Чжоу) — китайский стратег и мыслитель, живший в VI веке до н. э. Автор знаменитого трактата о военной стратегии «Искусство войны».

## Исторические факты
Традиционно даты жизни Сунь-цзы датировали 544—496 годами до н. э. Однако найденный в 1972 году в захоронении начала эпохи Хань новый расширенный вариант труда Сунь-цзы даёт основания датировать его создание второй половиной V века до н. э. (453—403 до н. э.). А результаты ряда позднейших исследований, проведённых как китайскими, так и западными учёными указывают на то, что Сунь-цзы может быть идентичен реальному историческому лицу, полководцу Сунь Биню, жившему в Царстве Ци в IV веке до н. э. (приблизительно 380—325 годы до н. э.) в период Сражающихся царств. Ещё одним историческим прототипом Сунь-цзы называют У Цзысюя.
Биографические данные о Сунь-цзы записаны Сыма Цянем в его «Исторических записках». Имя Сунь-цзы было «У». Он родился в царстве Ци. Сунь-цзы служил наёмным полководцем князю Хэлюю в царстве У.

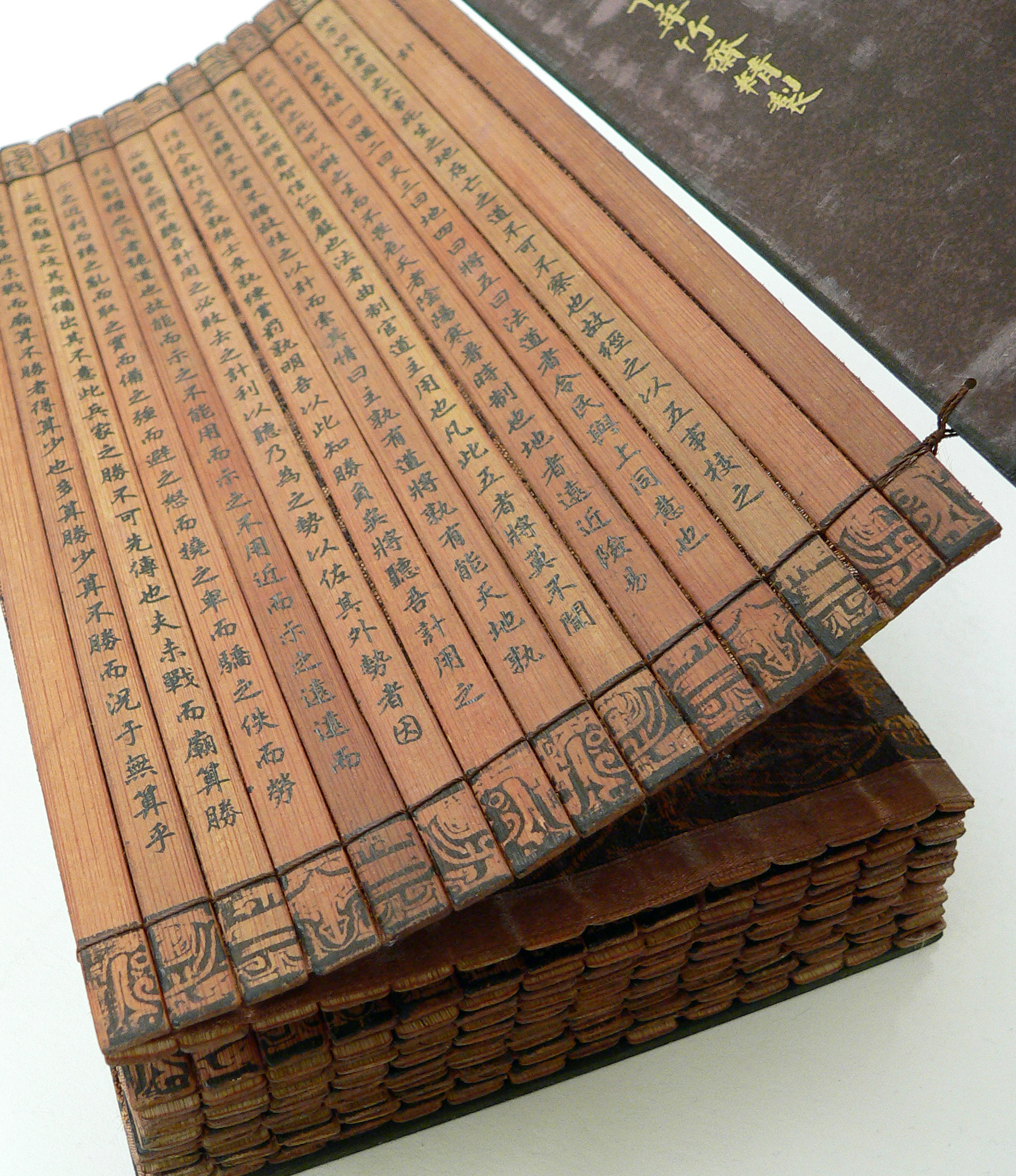
«Искусство войны» Сунь-цзы в виде «бамбуковой книги»-цзяньду времён императора Цяньлуна (1736—1795). Из собрания Калифорнийского университета в Риверсайде.

Согласно Сыма Цяню, князь Хэлюй пригласил Сунь-цзы поговорить о военном деле. Для того, чтобы показать своё искусство, полководец попросил князя передать ему свои гаремы. Сунь-цзы разделил наложниц на два отряда, поставив во главе каждого по главной наложнице, выдав им по алебарде, и стал объяснять военные команды. Отряды заняли боевое построение. Когда Сунь-цзы стал командовать «направо», «налево», «вперёд» — никто не исполнял команд, а все только смеялись. Так повторилось несколько раз. Тогда Сунь-цзы сказал: если команды не исполняются, это вина командиров. И приказал казнить двух главных наложниц. Князь, поняв, что это не шутка, стал просить отменить казнь, однако Сунь-цзы заявил, что на войне полководец важнее правителя и никто не смеет отменять его распоряжения. Наложницы были казнены. После этого все женщины стиснули зубы и стали исправно выполнять команды. Однако, когда князя позвали провести смотр войск, князь не явился. Сунь-цзы упрекнул князя, что тот может только болтать о военном деле. Тем не менее, когда возникла военная опасность, князь вынужден был позвать Сунь-цзы и доверить ему войско, и Сунь-цзы одержал крупные победы.
На должности командующего войсками Сунь-цзы разгромил сильное царство Чу, захватил его столицу — город Ин, нанёс поражение царствам Ци, и Цзинь. Благодаря его победам царство У усилило своё могущество, и вошло в число царств цивилизованного Китая, возглавляемого царями династии Чжоу, а царь Хэлюй вошёл в состав «чжухоу» — официально признаваемых правителей самостоятельных владений. В IV веке до н. э. Вэй Лао Цзы писал: «Был человек, который имел всего 30000 войска, и в Поднебесной никто не мог противостоять ему. Кто это? Отвечаю: Сунь-цзы».
Сунь-цзы написал по просьбе князя Хэлюя трактат о военном искусстве, традиционно называемый «Искусство войны» (переводы Н. И. Конрада, В. А. Шабана, В. В. Малявина). Затем он вернулся в своё родное царство Ци и там вскоре умер. На происхождение от Сунь-цзы столетия спустя претендовали жившие в эпоху Троецарствия члены клана Суней (Сунь Цзянь, Сунь Цэ, Сунь Цюань).

## Идеи
Сунь-цзы считал войну вынужденным злом, которого следует избегать, насколько это вообще возможно. Он отмечает, что «война — это как огонь, люди, которые не сложат оружия, погибнут от собственного же оружия». Войну следует вести быстро во избежание полного разорения страны и экономического краха государства: «Ни одна долгая война не принесла прибыли стране: 100 побед в 100 сражениях — это просто смешно. Каждый, кто отличился сокрушением врагов, получал победу ещё до того, как вражеская угроза становилась реальной». Согласно книге, следует избегать резни и зверств, потому что это может спровоцировать сопротивление и дать противнику возможность обратить войну в свою пользу.
Общая идеология Сунь-цзы совмещает в себе конфуцианские устои поддержания социального гомеостазиса с даосской диалектикой вселенского Дао, космическим циклизмом школы инь-ян, легистской «политологией» и управленческим прагматизмом моистов. Этот синтез, представляющий войну (бин), с одной стороны, как «великое дело государства», «почву жизни и смерть, путь (дао) существования и гибели», а с другой — как «путь обмана», обобщён в 5 принципах:
- «пути» (единодушия народа и верхов),
- «неба» (соответствия времени),
- «земли» (соответствия месту),
- «полководца» (правильного руководства, в частности характеризующегося благонадежностью — синь и гуманностью — жэнь),
- «закона» (организованности и дисциплинированности).

Данные принципы должны быть реализуемы посредством 7 «расчётов»:
- наличия у правителя дао,
- наличия у полководца способностей,
- постижения особенностей неба и земли,
- осуществимости законов и приказов,
- силы войска,
- обученности командиров и солдат,
- ясности наград и наказаний.

В дальнейшем эта диалектика верности и обмана, силы и слабости, воинственности и миролюбия стала одной из основных методологем традиционной китайской культуры, искусства стратагем.
Война у Сунь-цзы рассматривается как органическое целое, начиная с дипломатии и мобилизации, и заканчивая шпионажем. Никогда нельзя забывать о цели войны — сделать так, чтобы население процветало и было лояльным к правителю.
Идеальная победа — подчинение других государств дипломатическими методами, без вступления в военные действия. Поэтому необходимо вести активную дипломатию, разрушать союзы противника и ломать его стратегию.
Сунь Цзы постоянно подчёркивает, что военные действия это дорогое занятие, приносящее убыток государству и бедствия народу. Поэтому война должна быть быстрой, эффективной и мобильной. Затягивать войну негуманно по отношению к народу.
В основе концепции Сунь-цзы лежит управление врагом, создающее возможности лёгкой победы. Надо заманивать врага в ловушки и избегать столкновения с подготовленными силами противника. Необходимо неравновесное распределение сил, стратегическая концентрация.
Необходимо собирать информацию о местности и действиях противника, и при этом скрывать свои действия. Любая оплата деятельности шпионов обойдётся дешевле, чем содержание армии. Поэтому нельзя жалеть денег на шпионаж и подкуп.
Сунь-цзы неоднократно подчёркивает необходимость дисциплины в войсках и поддержания духа (ци). Необходимо создавать ситуации, в которых дух войска крепнет, и избегать таких, где армия теряет волю.
Академик РАН Андрей Кокошин, 6-й секретарь Совета безопасности РФ, также отмечает важность тезиса Сунь-цзы о необходимости глубокого знания и противника, и особенно самого себя — применительно к полководцу и к его войску. Последнее Кокошин связывает с формулами древнего китайского философа Лао-цзы (предположительно современника Сунь-цзы и Конфуция), популярного в интеллектуальной элите Китая и сегодня, о том, что познания самого себя для человека является более высоким уровнем знания по сравнению с познанием других людей.